# Sara (vistlipの曲)
「Sara」（サラ）は、vistlipの1枚目のシングル。2008年9月3日発売。発売元はマーベラスエンターテイメント。

## 解説
- 3か月連続シングルリリース企画の第1弾である。
- 通常版「lipper」と、「Sara」のPVが収録された「visiter」の2タイプ発売。
- テレビ番組『超最先端エンタメ情報番組 TOKYOブレイクする〜!』のエンディングテーマとして使用された。

## 収録曲
1. Sara
  - 作詞: 智、作曲: Yuh、編曲: vistlip
  - テレビ番組『超最先端エンタメ情報番組 TOKYOブレイクする〜!』8月度エンディングテーマ。
2. flash back blanky
  - 作詞: 智、作曲: 瑠伊、編曲: vistlip
3. EGOIST（通常版のみ）
  - 作詞: 智、作曲: Tohya、編曲: vistlip